# San Miguel (Iloilo)
San Miguel  is een gemeente in de Filipijnse provincie Iloilo op het eiland Panay. Bij de laatste census in 2010 telde de gemeente ruim 25 duizend inwoners.

## Geografie

### Bestuurlijke indeling
San Miguel is onderverdeeld in de volgende 24 barangays:
| - Bgy. 1 Pob. - Bgy. 2 Pob. - Bgy. 3 Pob. - Bgy. 4 Pob. - Bgy. 5 Pob. - Bgy. 6 Pob. - Bgy. 7 Pob. - Bgy. 8 Pob. - Bgy. 9 Pob. - Bgy. 10 Pob. - Bgy. 11 Pob. - Bgy. 12 Pob. | - Bgy. 13 Pob. - Bgy. 14 Pob. - Bgy. 15 Pob. - Bgy. 16 Pob. - Consolacion - Igtambo - San Antonio - San Jose - Santa Cruz - Santa Teresa - Santo Angel - Santo Niño |

## Demografie
San Miguel had bij de census van 2010 een inwoneraantal van 25.013 mensen. Dit waren 1.209 mensen (5,1%) meer dan bij de vorige census van 2007. Ten opzichte van de census van 2000 was het aantal inwoners gegroeid met 4.259 mensen (20,5%). De gemiddelde jaarlijkse groei in die periode kwam daarmee uit op 1,88%, hetgeen lager was dan het landelijk jaarlijks gemiddelde over deze periode (1,90%).

De bevolkingsdichtheid van San Miguel was ten tijde van de laatste census, met 25.013 inwoners op 31,97 km², 782,4 mensen per km².